# Südostdeutsche Tageszeitung
Die Südostdeutsche Tageszeitung war eine gleichgeschaltete nationalsozialistische Tageszeitung, die von 1941 bis 1944 als "Organ der Deutschen in Rumänien" in Hermannstadt (rum. Sibiu) in Rumänien erschienen ist. Die Zeitung verstand sich als Nachfolger der liberalen Banater Deutschen Zeitung sowie des nationalkonservativen Siebenbürgisch-Deutschen Tageblatts, die aufgrund politischen Druckes der deutschen Regierung und des Volksgruppenführers Andreas Schmidt zwecks Gleichschaltung der rumäniendeutschen Presse eingestellt worden waren. Um publizistische Tradition und Kontinuität zu implizieren, wurde die Jahrgangszählung des Tageblatts übernommen. Sie erschien in einer Banater Ausgabe unter der Schriftleitung von Josef Gaßner und in einer siebenbürgischen unter Leitung von Alfred Hönig. Neben der Verbreitung von Kriegs- und NS-Propaganda zielte die Zeitung auch auf die Anwerbung rumäniendeutscher Freiwilliger für die Waffen-SS. Nach Übertritt Rumäniens auf die Seite der Alliierten am 23. August 1944 und infolge der Kriegserklärung an das Deutsche Reich musste die Südostdeutsche Tageszeitung ihr Erscheinen einstellen.